# عیسی ال عباس
عیسی ال عباس (عربی: عيسى آل عباس؛ زادهٔ ۱۷ سپتامبر ۱۹۸۲) یک ورزشکار اهل عربستان سعودی است.